# Los Monjesöarna

Lägeskarta, Dependencias Federales med Los Monjesöarna längst upp

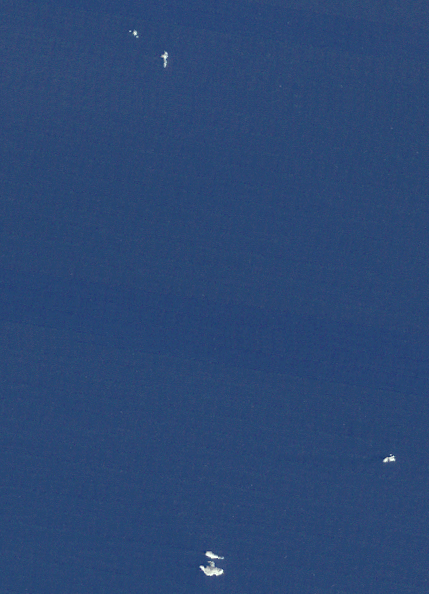
Los Monjesöarna

Los Monjesöarna (spanska Archipiélago de Los Monjes) är en liten ögrupp i Karibiska havet och tillhör Venezuela.

## Geografi
Los Monjesöarna ligger i Venezuelabukten cirka 450 km nordväst om Caracas och ca 45 km nordöst om Guajirahalvön i delstaten Zulia och ca 70 km nordväst om Paraguanáhalvön i delstaten Falcón.
De obebodda klippöarna är av vulkaniskt ursprung och har en areal om endast ca 0,20 km² med en högsta höjd på ca 70 m ö.h. (1).
Ögruppen omfattar 3 områden
- Monjes del Sur (Södra Monjes)

Huvudön som består av 2 klippöar som förbinds av en kajmur. Den högsta höjd är på ca 70 m. Det finns en fyr på ön och Venezuelas flotta har en militärbas här.
- Monjes del Este (Östra Monjes)

Ligger ca 5,3 km nordöst om huvudön och består av en enda klippö som når ca 43 m ö.h.
- Monjes del Norte (Norra Monjes)

Ligger ca 12,3 km nordöst om huvudön och består av 5 klippöar där den högsta når en höjd på ca 41 m ö.h.
Förvaltningsmässigt ingår ögruppen som den västligaste delen i distriktet "Dependencias Federales".

## Historia
Ögruppen upptäcktes troligen 1499 av spanske Alonso de Ojeda
(2).
1938 ställdes öarna under förvaltning av Ministerio del Interior y de Justicia (Venezuelas inrikes- och justisieddepartement) (3) som delområde i Dependencias Federales.
Los Monjesöarna hade länge varit omtvistat område mellan Colombia och Venezuela och först 1952 erkände Colombias dåvarande president Roberto Urdaneta Arbeláez Venezuelas överhöghet över öarna.
Den 9 augusti 1972 utnämndes ögruppen tillsammans med hela området Dependencias Federales till nationalpark efter ett regeringsbeslut (4) och parkområdet inrättades formellt den 18 augusti.